# Olia Lialina
Olia Lialina (Russisch: Оля Лялина) (Moskou, 4 mei 1971) is een Internetkunstenaar en -theoreticus, curator en film- en videocriticus.

## Leven
Lialina behaalde in 1993 haar diploma bij de Staatsuniversiteit van Moskou, na studies filmkritiek en journalistiek. Daarna was ze artist in residence bij kunstencentrum C3 (Boedapest, 1997) en Villa Waldberta (München, 1998).
In 1994 was ze een van de oprichters - en later ook directeur - van de experimentele filmclub Cine Fantom te Moskou, die ze oprichtte met Gleb Aleinikov, Andrej Silvestrov, Boris Ukhananov, Inna Kolosova en anderen.
Lialina gaf les aan het New Media Lab (Moskou, 1994), Joint Art Studios (Moskou, 1995), University of Westminster (Londen, 1997), MUU (Helsinki, 1997), Kunst Academiet (Trondheim, 1998), Fachhochschule (Augsburg, 1998), Universiteit van Graz (1998) en de Akademie der Bildenden Künste München (1998–99). In 1999 werd ze lesgever en vervolgens hoofddocent van de studie New Media pathway bij de Merz Akademie in Stuttgart.

## Werk

### Kunst (selectie)
Art Teleportacia is het online portfolio van Lialina's werk. Een aantal van haar kunstwerken wordt ook bewaard in de computerfinearts collectie van het Rose Goldsen Archive of New Media Art, Cornell University.

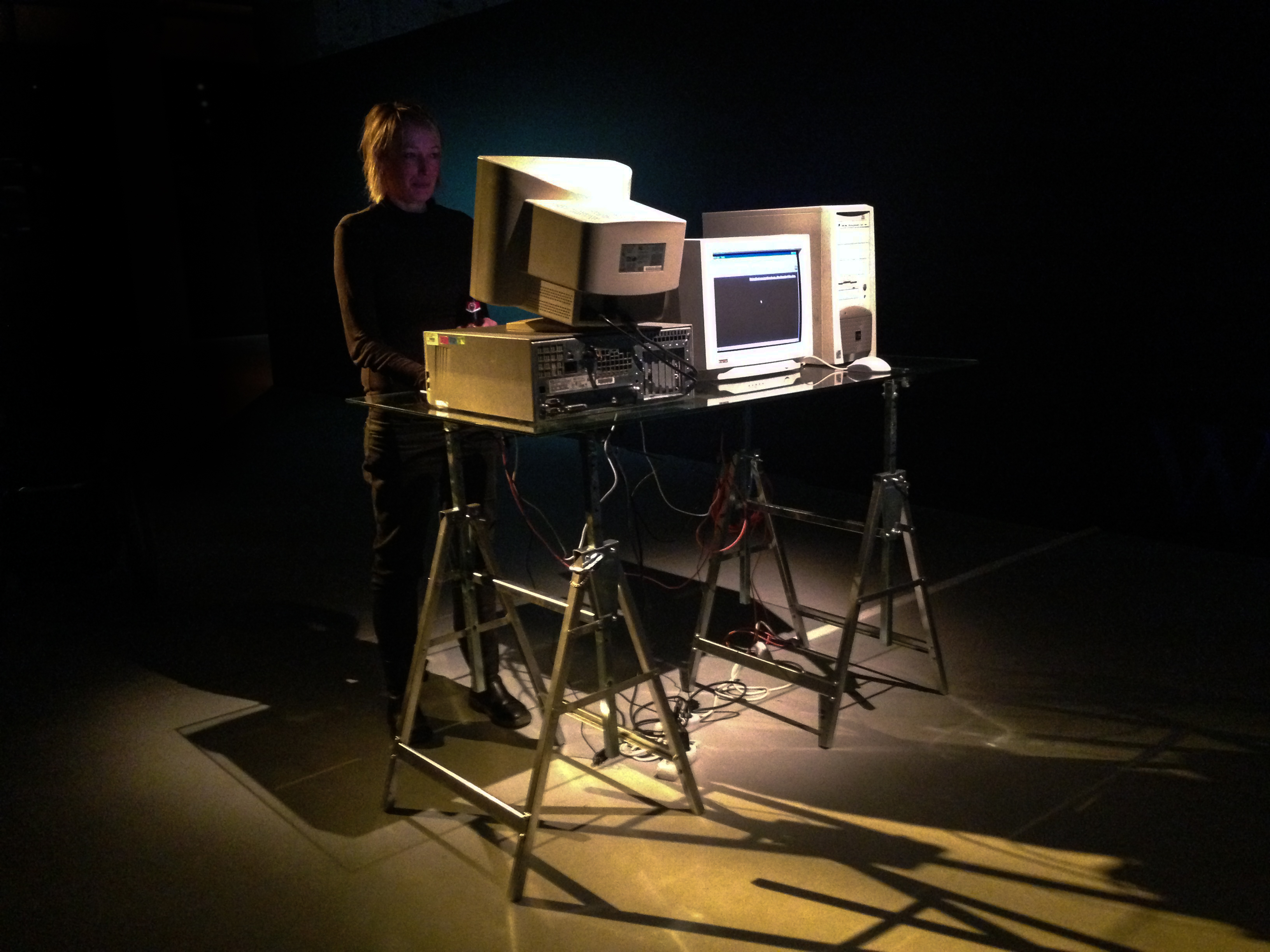
Olia Lialina's My Boyfriend Came Back From The War, in 2016, naar aanleiding van de twintigste verjaardag van het werk gepresenteerd bij kunstcentrum MU te Eindhoven, op vintage computers.

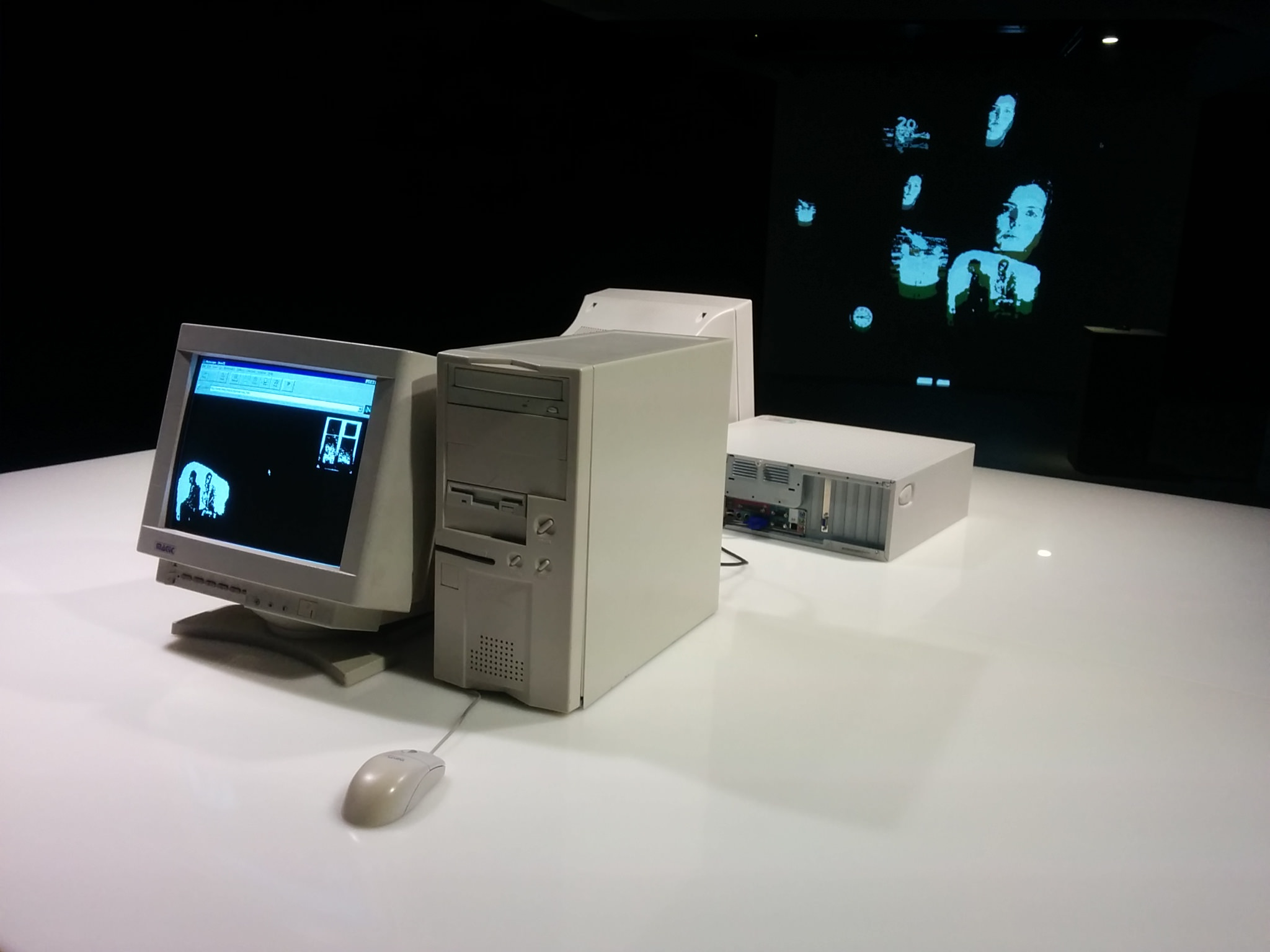
My Boyfriend Came Back From The War in Basel in 2016, gepresenteerd op oude PC met projectie

My Boyfriend Came Back From The War is een internetkunstwerk uit 1996. Het is een website die opgebouwd is met HTML-frames, zwart-witte pagina's en GIF-afbeeldingen. De verhaallijn is een gesprek tussen een liefdespaar dat elkaar weerziet nadat de man terugkeert uit een (onbenoemde) oorlog. Het verhaal speelt zich non-lineair af; de bezoeker kan een eigen pad kiezen in de hypertekst. Naarmate het verhaal zich ontvouwt, splitst het scherm in steeds kleinere frames. In dit werk deed Lialina onderzoek naar cinematografische taal op internet, en naar de nieuwe eigen taal die het (toen nog heel prille) World Wide Web typeerde.
My Boyfriend Came Back From The War wordt algemeen beschouwd als een klassieker binnen de internetkunst. Vanaf 1998 hebben vele andere nieuwe mediakunstenaars dit werk geremixt, in vele verschillende vormen. Dit remixproject is door Olia Lialina samengebracht onder de titel The Last Real Net Art Museum. De nieuwe versies van het werk zijn onder andere gemaakt in Flash, als 3D-omgeving in de game-engine van Castle Wolfenstein, als een video en als een PowerPoint-presentatie. Prominente kunstenaars als JODI, Constant Dullaart en Auriea Harvey & Michaël Samyn hebben een versie gemaakt.

Olia Lialina als animated GIF model

Olia Lialina werkt als een antropoloog van het internet. Ze verzamelt en onderzoekt de belangrijkste soorten beelden die online gebruikt worden, en ze herinterpreteert deze op een artistieke manier. Deze methode komt in veel van haar kunstwerken terug. Zo maakt en verspreidt ze afbeeldingen van zichzelf in de vorm van animated GIF-bestanden. Haar werk Animated GIF Model (2005-2012) is een digitale performance daarvan. In 2016 werd dit kunstwerk opgenomen in de collecties van het Stedelijk Museum Amsterdam en het Museum of the Image (MOTI) te Breda, in de vorm van GIF-bestanden voor Tumblr, als een video-installatie en als GIF-bestanden die via social media verspreid moeten worden. Het bestandsformaat van de animated GIF werd opnieuw erg populair in de vroege jaren 2000 via websites als Tumblr en 4chan en werd echt mainstream op Facebook rond 2014.

### Publicaties en onderzoek
Olia Lialina schrijft en publiceert regelmatig over nieuwe media, over digitale folklore, amateur- of vernaculair webdesign, de vroege geschiedenis van persoonlijke homepages en de vroege conventies van het web. Een selectie van haar essays en onderzoeksprojecten:
- A Vernacular Web. Indigenous and Barbarians (2005), presentatie bij de conferentie A Decade of Webdesign (Amsterdam), herwerkt tot essay.[13]
- Vernacular Web 2 (2007)[14]
- Manuel Buerger, Dragan Espenschied, Olia Lialina (2009). Digital Folklore. Merz & Solitude, Stuttgart. ISBN 9783937982250.
- One Terabyte of Kilobyte Age (2011-),[15] een project samen met Dragan Espenschied. Lialina en Espenschied hebben het volledige GeoCities-archief gedownload (GeoCities werd definitief opgeheven in 2009); ze richtten een Tumblr-blog op waar regelmatig automatisch screenshots van GeoCities-websites gepubliceerd worden.[16]
- Prof. Dr. Style, Vernacular Web 3 (2010)[17]
- In 2012 schreef Lialina het essayTuring Complete User[18] dat onder andere door Bruce Sterling[19] en Cory Doctorow[20] becommentarieerd werd.